# Rentex
Rentex is een wasserij te Bolsward die bestaat vanaf 1913. Het bedrijf is onderdeel van de Floronet Holding. 
Rentex werd opgericht in 1913 onder de naam 'Florence' door Thomas Mulder. In de jaren 1970 gingen meer dan twintig wasserijen samenwerken. Elk van de wasserijen nam de naam 'Rentex' op in de eigen bedrijfsnaam. De naam van het bedrijf in Bolsward werd Rentex Floron.
In 2023 was het een familiebedrijf met circa 450 medewerkers. Het bedrijf legt zich toe op het reinigen en leasen van textiel aan zorginstellingen. Specialiteit is het reinigen en beheren van operatietextiel voor operatieafdelingen, functie-afdelingen en poliklinieken van ziekenhuizen.  Wekelijks werd ongeveer 480.000 kilogram wasgoed en 100.000 stuks beroepskleding verwerkt. Het bedrijfspand van Rentex heeft een totale oppervlakte van 21.000 m², het is daarmee de grootste wasserij op één locatie in Nederland.  
Tom Mulder nam in 1970 als familielid uit de derde generatie de leiding van het bedrijf over. In 2014 heeft Titus Friso Mulder als telg uit de vierde generatie het directeurschap op zich genomen.